# Louise-Otto-Peters-Denkmal

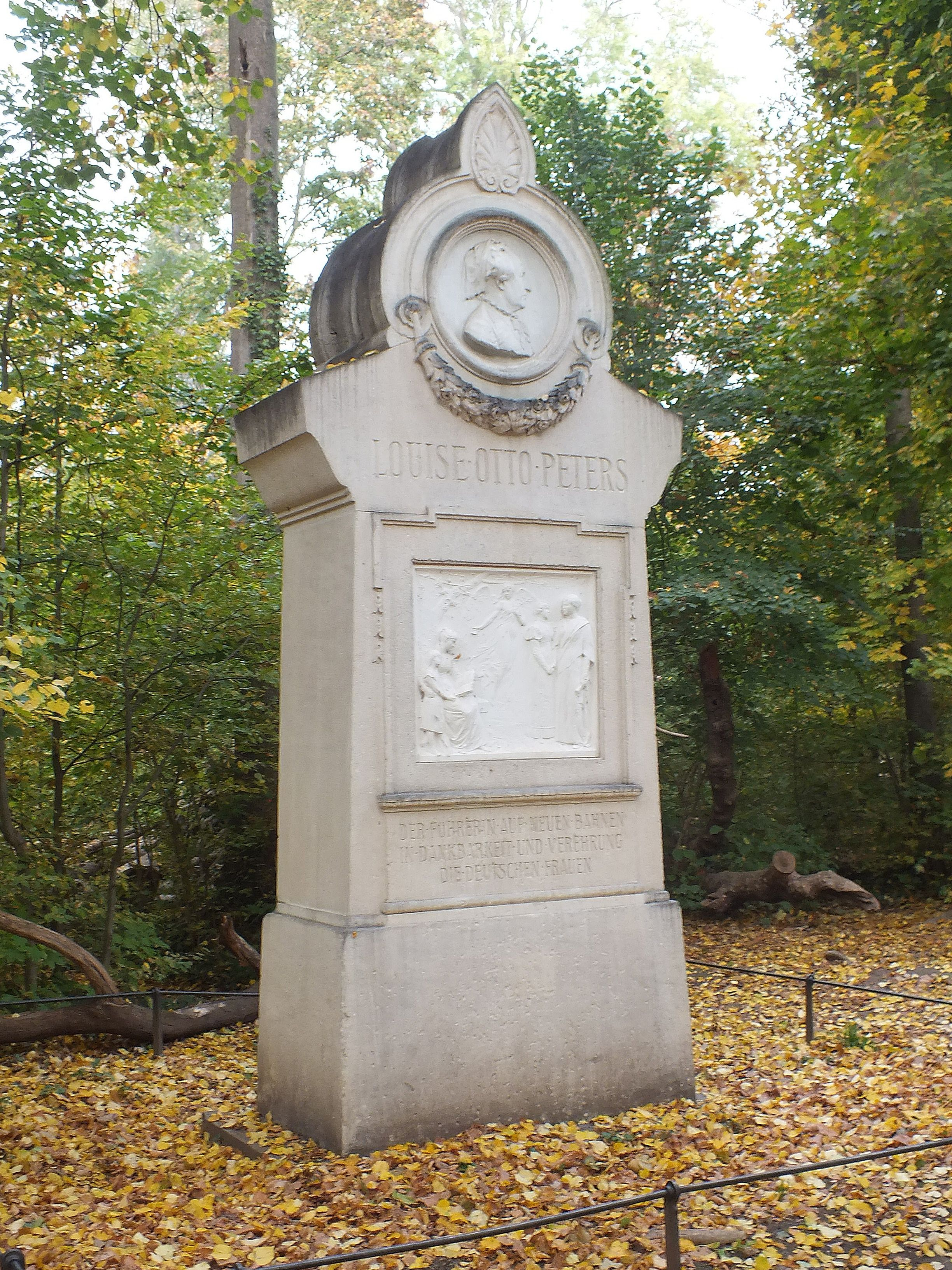
Louise-Otto-Peters-Denkmal (2024)

Louise-Otto-Peters-Platz mit dem Louise-Otto-Peters-Denkmal (2024)

Das Louise-Otto-Peters-Denkmal in Leipzig erinnert an die Frauenrechtlerin Louise Otto-Peters (1819–1895), Mitbegründerin und erste Vorsitzende des Allgemeinen Deutschen Frauenvereins (ADF). Es steht unter Denkmalschutz.

## Lage und Gestalt
Das Denkmal steht im Südteil des Rosentals am Rand des Louise-Otto-Peters-Platzes, auf dem 1890 Leipzigs erster öffentlicher Kinderspielplatz eingerichtet wurde.

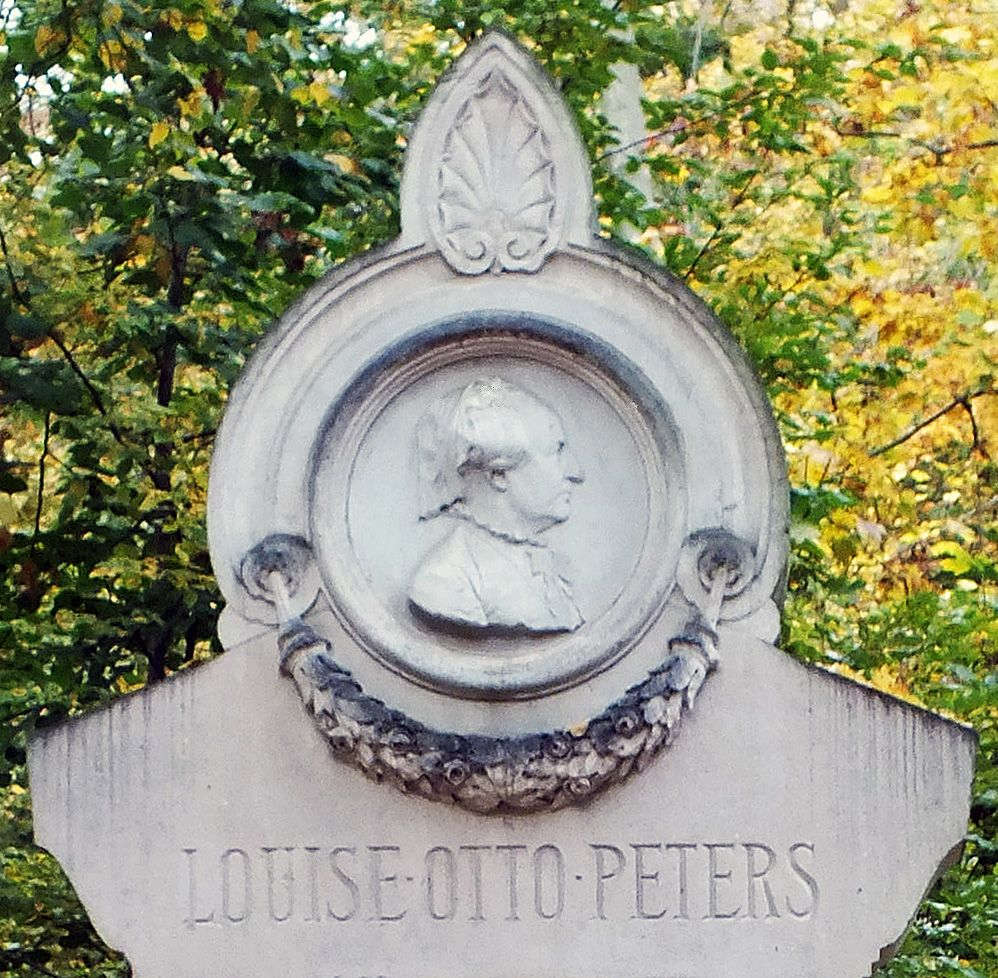
Oberes Relief (2024)
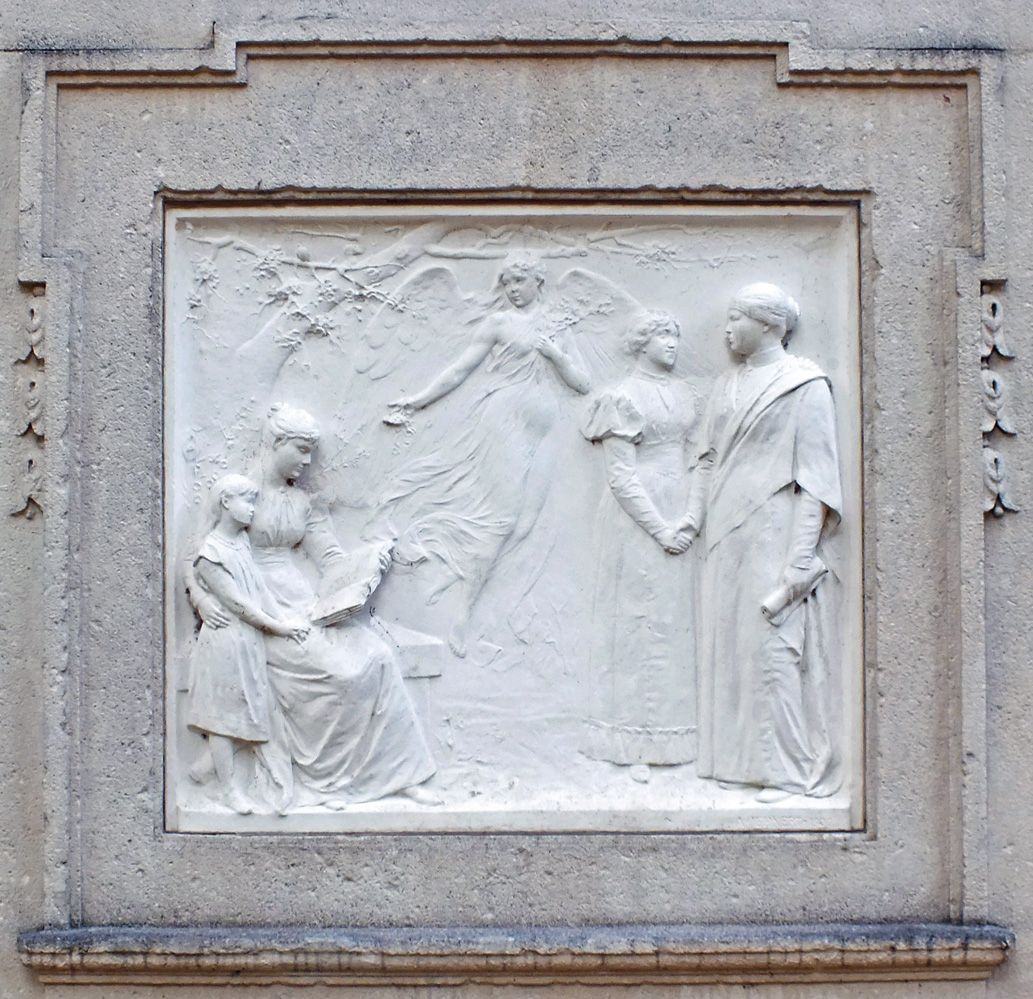
Unteres Relief (2024)

Das Denkmal ist eine 4,75 Meter hohe Stele aus Sandstein mit zwei Marmor-Reliefs und Schmuckelementen im Oberteil. Das obere runde, von einem Lorbeerkranz gesäumte Relief zeigt die Geehrte im Profil. Das untere rechteckige enthält zwei Szenen, die symbolisch auf ihr Wirken aufmerksam machen. Die linke bezieht sich auf die Frauenbildung als großes Anliegen von Otto-Peters und die rechte auf den Zusammenschluss der Frauen, wie zum Beispiel im Allgemeinen Deutschen Frauenverein. Dazwischen symbolisiert ein Frühlingsgenius, dass Louise Otto-Peters den Frauen den Aufbruch gezeigt hat. Zwischen den Reliefs steht der Name und unten Der Führerin auf neuen Bahnen / in Dankbarkeit und Verehrung / die deutschen Frauen.

## Geschichte

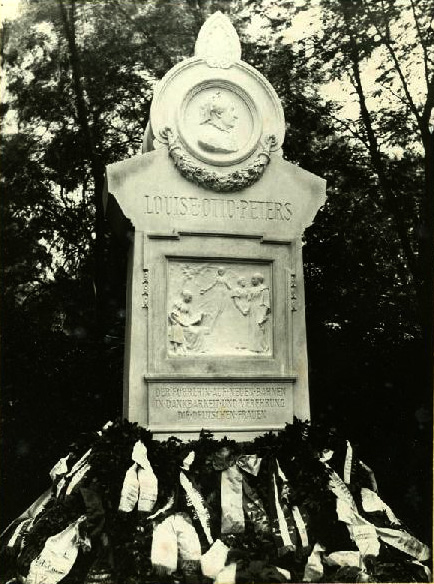
Das Denkmal kurz nach der Einweihung auf dem Alten Johannisfriedhof (um 1900)

Noch in ihrem Todesjahr hatte der Allgemeine Deutsche Frauenverein beschlossen, Louise Otto-Peters ein Denkmal zu errichten. Johanna Brandstetter (1849–1906) warb als Kassiererin des Vereins über Spenden und eine Lotterie die notwendigen Mittel ein. Der Leipziger Bildhauer Adolf Lehnert (1862–1948), der Louise Otto-Peters bereits die Totenmaske abgenommen hatte, gestaltete den künstlerischen Entwurf und setzte ihn zusammen mit dem Bildhauer Otto Schütze um. Den architektonischen Aufbau übernahm der damalige Leipziger Baurat Bruno Eelbo (1853–1917).
Der Vorschlag des Vereins, das Denkmal in einer öffentlichen Anlage aufzustellen, wurde von der Stadt abgelehnt. Nach dreijährigem Hin und Her erfolgte die Einweihung schließlich am 10. Juni 1900 auf dem Alten Johannisfriedhof.
Wegen des Baus des Grassi-Museums mit Inanspruchnahme von Teilen des Alten Johannisfriedhofs wurde im Juli 1925 das Denkmal an seinen heutigen Standort im Rosental versetzt, wobei sein dreistufiger Granitsockel abhandenkam. Nach mehrfachem Ausbessern wurde es 2016 restauriert.